# Complejo religioso de San Francisco (Cali)
La iglesia de San Francisco es un templo de la comunidad franciscana ubicado en Santiago de Cali (Colombia). Fue construido entre los siglos XVIII y XIX, y actualmente se encuentra en el centro de la ciudad. Hace parte del Complejo Religioso de San Francisco, que también incluye el convento de San Joaquín, la capilla de la Inmaculada, la Torre Mudéjar y un museo de arte religioso. 

## Historia
Antes de construido el convento de San Joaquín, los misioneros franciscanos se alojabán en una casa junto a la iglesia de Santa Rosa. El convento de San Francísco se construyó en los terrenos comprados en 1751 después de una campaña de recolección de fondos realizada por el padre Fernando Larrea quien llegó a Cali en 1750. La viabilidad presupuestal de la obra se garantizó gracias a la donación de 15 000 patacones por parte del presbítero Nicolás de Hinestrosa. Las obras del convento se empezaron en 1757 y ya para 1764 se tenían terminada la capilla de la Inmaculada y convento. Este mismo año los monjes se alojaron de manera permanente en el convento. El mismo padre Larrea vivió fue el guardián del complejo hasta su muerte en 1773. En 1861 durante la Confederación Granadina, el general Tomás Cipriano de Mosquera ordenó desalojar el convento en su política de controlar el poder de la Iglesia católica, pero 10 años más tarde durante los Estados Unidos de Colombia fue retornado a los franciscanos tras la intervención de Eustaquio Palacios. 
Aunque hay dudas sobre el año de construcción de la Torre Mudéjar, el hecho de estar al lado de la capilla de la Inmaculada es una prueba de su origen en el siglo XVIII. La primera referencia escrita sobre la torre se conoce de los grabados del viajero francés André (1876) y del Bogotano Julio Flórez (1883).
En 1924 la capilla de la Inmaculada fue embellecida por el arquitecto italiano Ramelli. 
La Iglesia nueva, o Iglesia de San Francisco se construyó entre 1803 y 1827, sobre diseños originales del presbítero Andrés Marcelino Pérez de Arroyo y Valencia, quien delegó a Fray Pedro Herrera la construcción de la iglesia. El templo ha sufrido los efectos de los sismos de 1885, 1896 y 1925 pero mantiene su fisonomía original.

## Torre mudéjar
Esta torre de 23 metros de altura ha sido catalogada por el historiador Santiago Sebastián como «la torre mudéjar más hermosa de toda América». La torre está dividida en cuatro cuerpos y entre ellos se aprecian cornisas muy salientes excepto la más baja. Los cornisamientos son hechos de dos tipos de ladrillo cortado: trapezoidal de lados ondulantes y semicircular. El paramento del tercer cuerpo es formado por bandas horizontales hechas de superposición de ladrillos trapezoidales.
En el cuarto cuerpo está el campanario con vanos de arco tri-lobulado con el detalle central tipo conopial. Las jambas de los vanos y los esquinales están decorados con motivos rombales y sobre la imposta los muros son decorados completamente con motivos semirombales. Los vanos del lado septentrional, opuesto al edificio de la Gobernación del Valle, tiene arco de medio punto. El techo de la torre es semiesférico cubierto de azulejos verdes y azules.

## Iglesia de San Francisco
Es de estilo neoclásico y la obra de mayor valor arquitectónico en el complejo franciscano. La fachada tiene dos cuerpos en ladrillo prioritariamente. Sobresalen 4 pares de pilastras dóricas sobre el cuerpo inferior y dos pares sobre el superior. El cuerpo inferior tiene tres calles correspondientes con las naves de la iglesia con puertas enmarcadas en piedra. La Calle central tiene un arco de medio punto y las calles laterales arcos rebajados. El segundo cuerpo esta sobre un entablamiento dórico, y es reducido a la calle central solamente.
La bóveda pintada por Mauricio Ramelli recrea toda la vida de San Francisco de Asís, desde su juventud hasta el momento de su muerte.
El altar central, de estilo barroco, muestra en la base de la mesa del sacrificio 12 estatuillas con la efigie de san Francisco en diversas poses, además de siete imágenes de santos Franciscanos de tamaño natural, en la parte central aparece Cristo Resucitado triunfante.
En la capilla lateral derecha, se encuentra la imagen del Cristo Muerto en el Calvario acompañada de Nuestra Señora de las Angustias y Juan el Evangelista; esta es una de las capillas más frecuentadas por los Caleños.
Otras de las imágenes importantes que se guardan en el templo son:
- El Señor Nazareno, talla de origen Quiteño.
- La Virgen de las Apocalipsis, joya del arte religioso, tallada en madera de origen Quiteño, con tiara y alas en plata antigua.
- El Cristo de Cañasgordas, ante el cual se postraron los antiguos esclavos de la Hacienda que lleva el mismo nombre y que era residencia oficial del Alférez real.
- Además de otros lienzos y artefactos de gran valor.

El interior ha sido criticado por su decoración la cual no armoniza con la fachada. La iglesia está inscrita sobre un rectángulo donde hay tres naves con crucero. La nave central esta cubierta por una bóveda de medio cañón y las laterales por bóvedas vaídas.

## Galería

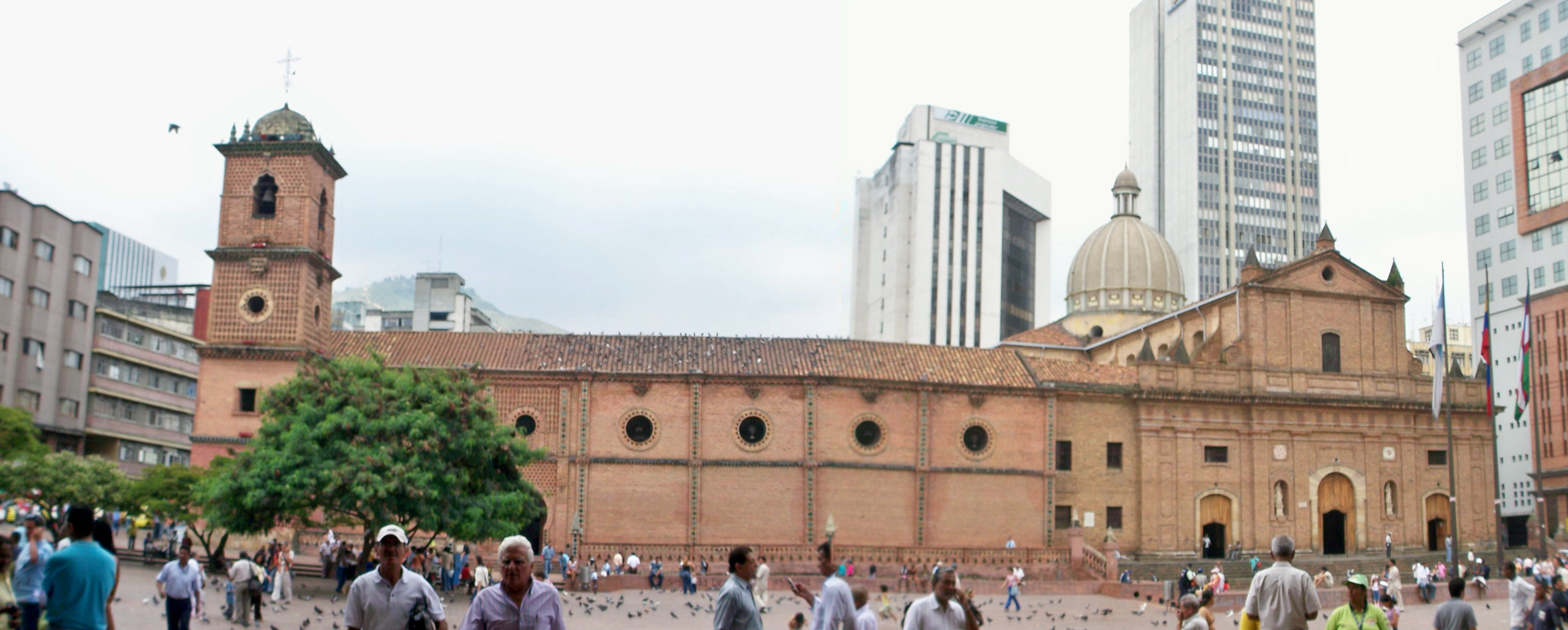
Complejo religioso de San Francísco. A la izquierda, la Torre Mudéjar
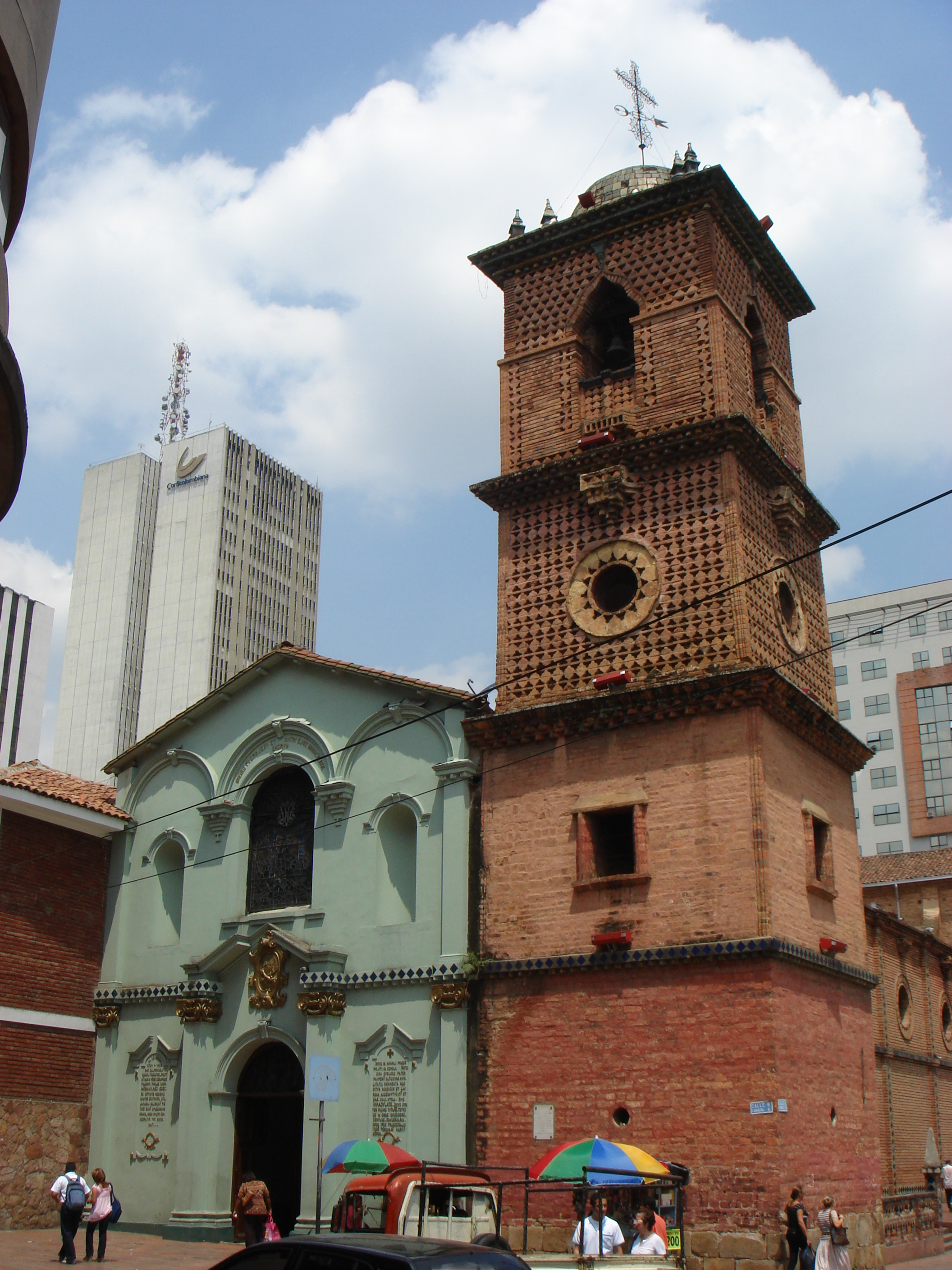
Capilla de la Inmaculada y Torre Mudéjar
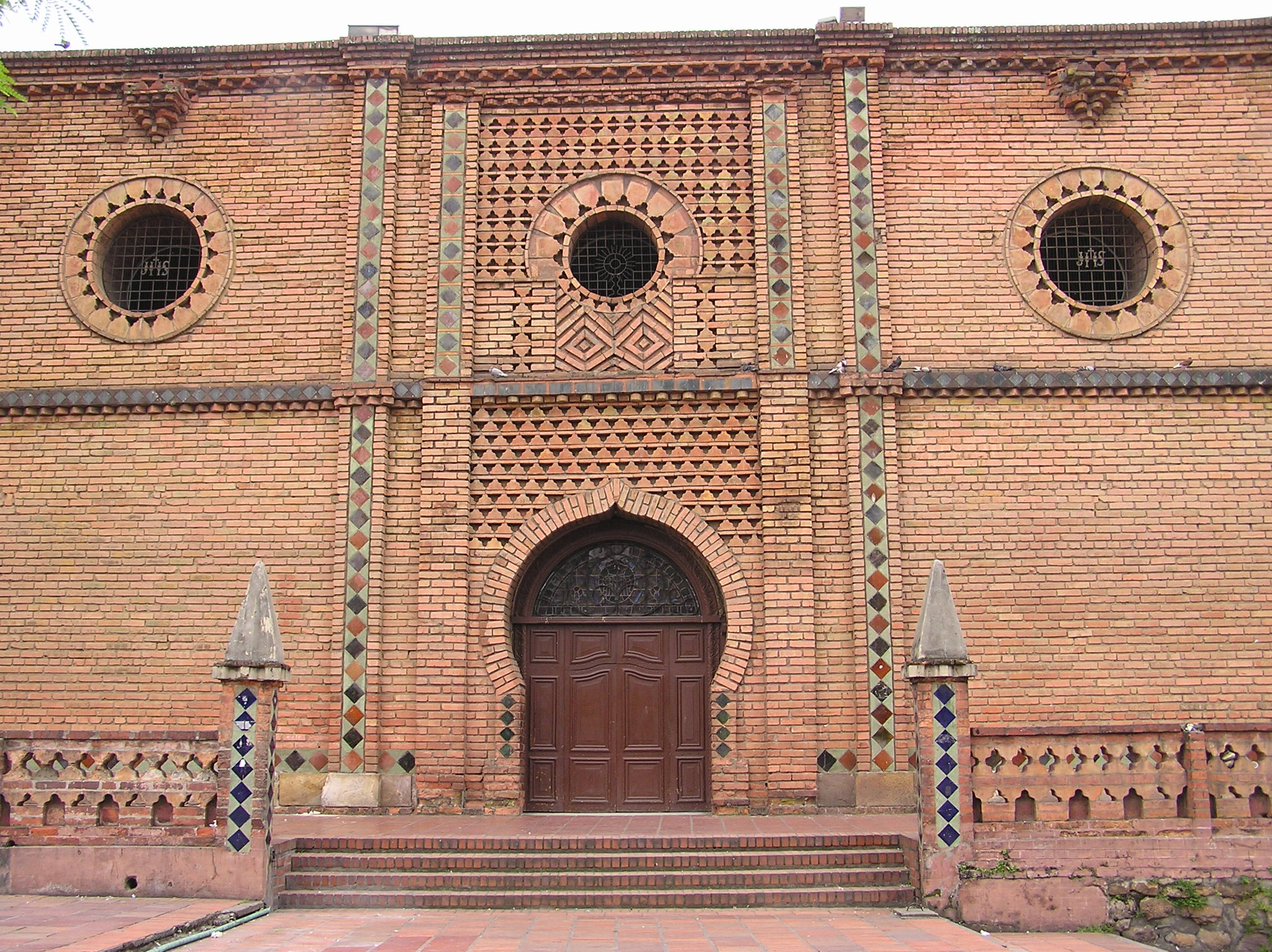
Puerta lateral estilo mudéjar
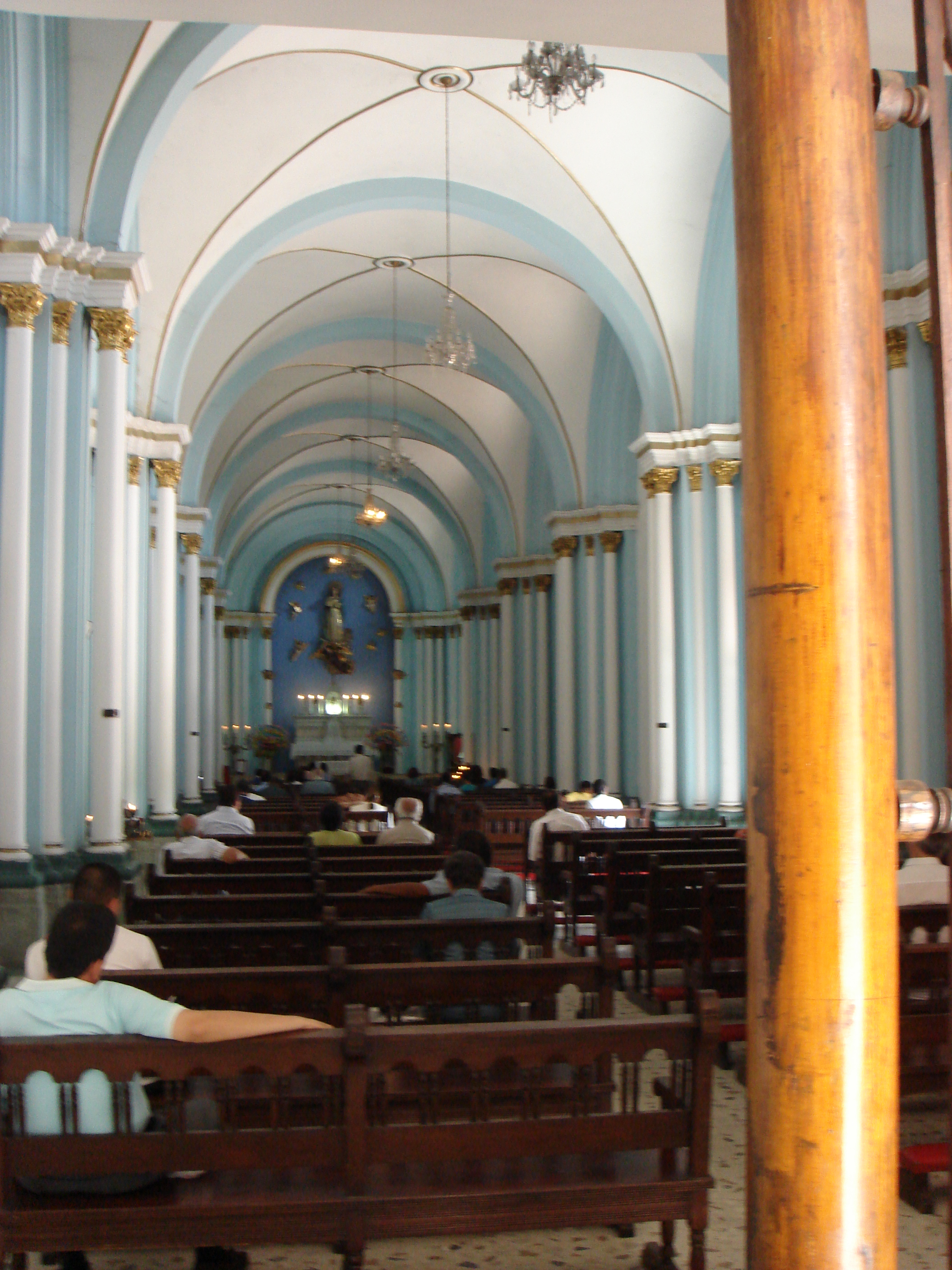
Interior de la Capilla de la Inmaculada
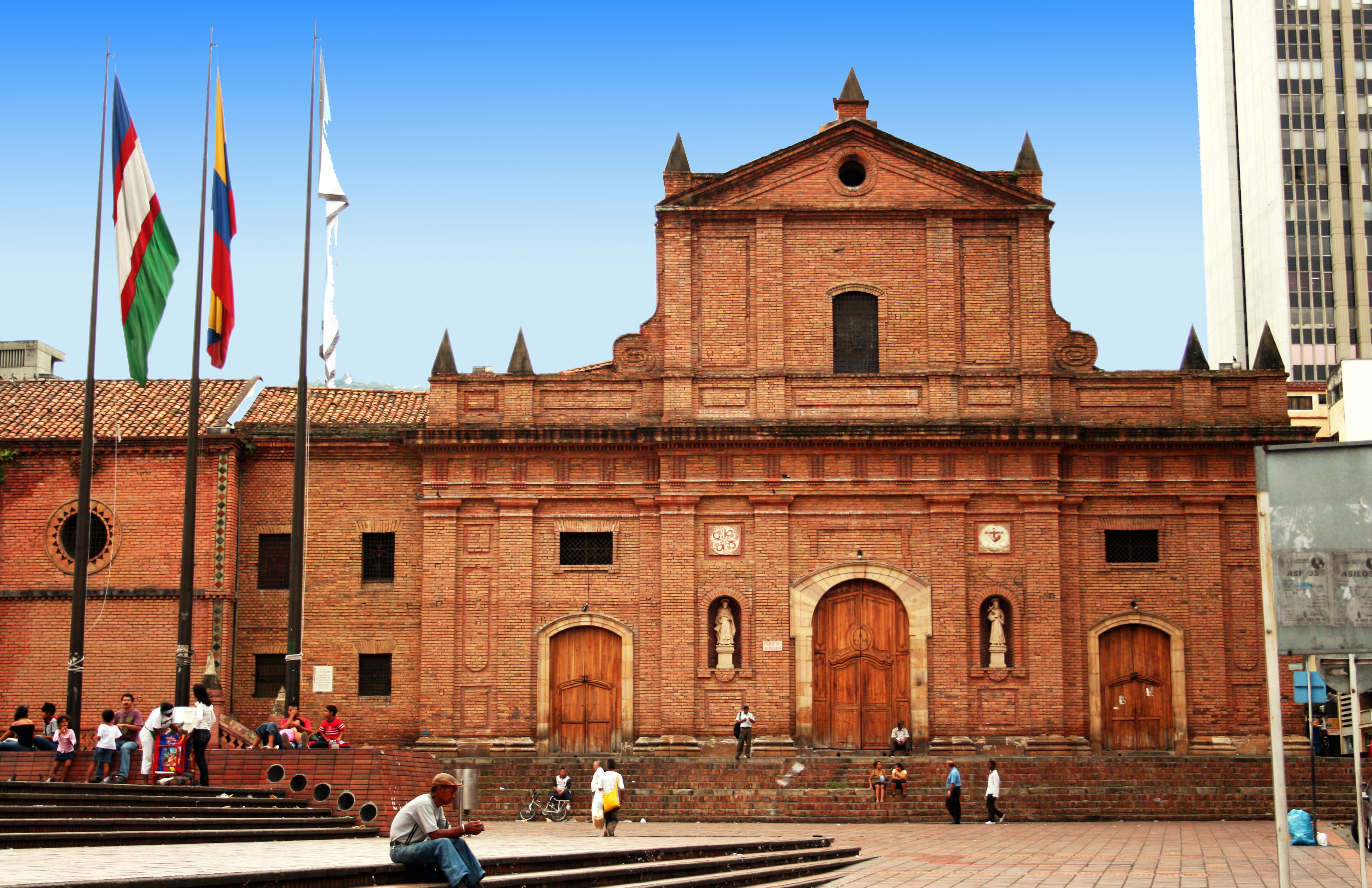
Fachada de la iglesia
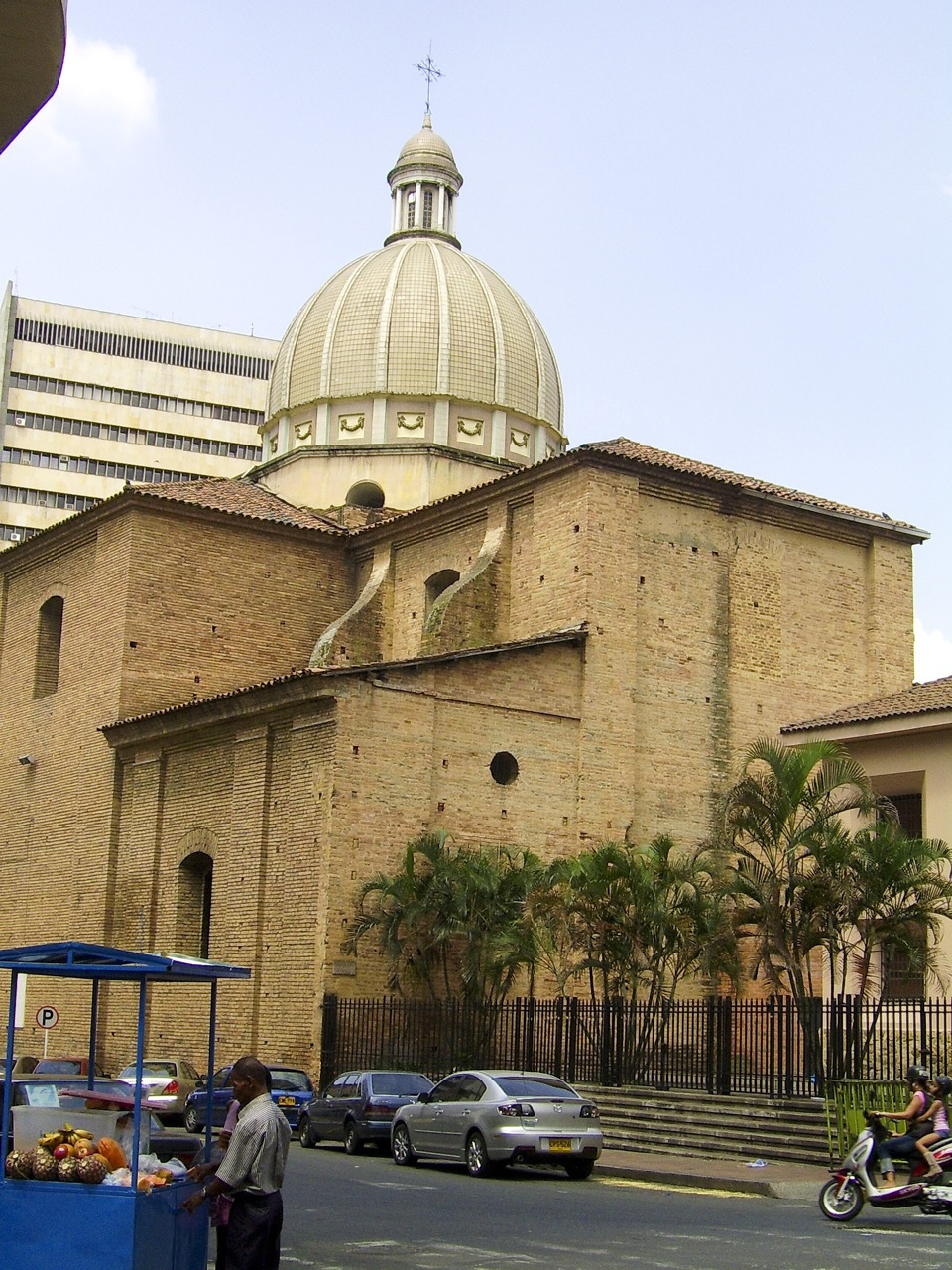
La cúpula